# Класифікація нафт за В. Т. Малишеком
Класифіка́ція на́фт за В. Т. Малишеком (рос. классификация нефтей по В.Т.Малышеку; англ. V.T.Malyshek’s  petroleum (oil) classification; нім. V.T.Malyschek–Erdölklassifikation f) — розподіл нафт за поверхнево-активними властивостями, точніше за вмістом органічних кислот, на групи нафт:
- неактивних — вміст органічних кислот від 0,01 до 0,06 %; поверхневий натяг для цих нафт на границі з синтетичною лужною, пластовою лужною водою та з морською водою становить 25—35 дн/см;
- малоактивних — вміст 0,1—0,25 % органічних кислот та інших сполук, які здатні обмилюватися лугом, але мають малу поверхневу активність; їх поверхневий натяг на межі з лужною синтетичною і твердою морською водою становить 14—25 дин/см і тільки на межі з лужними пластовими водами, збагаченими солями органічних кислот, може знижуватися до 7—8 дин/см;
- активних — вміст від 0,3 до 1,0 %; поверхневий натяг на границі з синтетичною лужною водою становить 4—12 дин/см, на границі з лужними пластовими водами, що містять мила органічних кислот, знижується до 1—7 дин/см, а при наявності в лужних водах йонів ОН— або СО2—
3 знижується до 1 дин/см;
- високоактивних — вміст 1—2,5 %; поверхневий натяг на границі з синтетичною лужною водою становить 3—6 дин/см, на межі з лужними пластовими водами, які збагачені солями органічних кислот, знижується до величин менше 0,1 дин/см, але на границі з твердою морською водою підвищується до 12—25 дин/см.